# São João Batista (kommun i Brasilien, Santa Catarina, lat -27,34, long -48,87)
São João Batista är en kommun i Brasilien.   Den ligger i delstaten Santa Catarina, i den södra delen av landet, 1 300 km söder om huvudstaden Brasília. Antalet invånare är 26 260.
Följande samhällen finns i São João Batista:
- São João Batista

I omgivningarna runt São João Batista växer i huvudsak städsegrön lövskog. Runt São João Batista är det ganska tätbefolkat, med 86 invånare per kvadratkilometer.